# Pakanha
Pakanha är ett australiskt språk som talades av 10 personer år 1981. Pakanha talas i Queensland. Pakanha tillhör de pama-nyunganska språken.